# Cerinthe palaestina
Cerinthe palaestina là loài thực vật có hoa trong họ Mồ hôi. Loài này được Eig & Sam. mô tả khoa học đầu tiên năm 1943.